# Claudio Nassi
Claudio Nassi (Piombino, 18 giugno 1939) è un dirigente sportivo ed ex calciatore italiano, di ruolo centrocampista.

## Carriera

### Giocatore
Nella stagione 1961-1962 e nella stagione 1962-1963 ha giocato in Serie C con la maglia dell'Aquila. Registrò 32 presenze nel campionato 1961-1962 e 0 nel 1962-1963; successivamente militò in terza serie anche con le maglie di Siracusa e Pescara (un anno ciascuna) e per un anno in Serie D con il Piombino, squadra della sua città natale, per poi ritirarsi dal calcio giocato nel 1966 all'età di 27 anni.

### Dirigente
Inizia la carriera da dirigente negli anni '70 nelle serie minori nella Pistoiese del presidente Marcello Melani, che ha portato in Serie B.
Paolo Mantovani nel 1977 dopo aver acquistato la Sampdoria l'ha assunto come direttore sportivo della squadra ligure, ruolo che Nassi ha ricoperto per cinque stagioni consecutive fino al 1982, anno in cui ha conquistato con i blucerchiati la promozione in Serie A; a fine anno è stato sostituito da Paolo Borea. Successivamente ha lavorato a partire dal 1985 come direttore generale per la Fiorentina in Serie A negli anni '80. Ha lasciato l'incarico con la squadra toscana dopo due anni, al termine della stagione 1986-1987.